# 이병철 (배우)
이병철(1949년 2월 1일~2022년 8월 18일)은 대한민국의 배우이다.

## 생애

### 출생 및 초기 생애
1949년 2월 1일 대한민국 서울에서 출생하였다. 그는 개신교 신앙을 가진 인물로 알려져 있으며, 어린 시절부터 예술적 감수성과 표현력에 두각을 드러냈다.
1967년 연극 무대를 통해 정식으로 배우 활동을 시작하였는데, 이는 그의 연기 인생을 여는 중요한 계기가 되었다. 연극 무대에서 다져진 기본기와 무대 경험은 훗날 라디오와 방송, 나아가 드라마와 영화에서의 활약으로 이어지는 토대가 되었다.

### 라디오 성우로서의 도약
그는 연극 무대를 넘어 라디오라는 새로운 영역에서 활동을 펼치게 된다. 1972년 CBS 기독교방송의 성우 특채 1기로 발탁되면서 라디오 드라마와 내레이션에 참여하였다. 특유의 안정된 발성과 감정 표현력은 청취자들에게 깊은 인상을 남겼으며, 그를 단숨에 주목받는 성우로 자리매김하게 했다.
1978년에는 DBS 동아방송의 라디오 공채 9기로 선발되면서 활동 영역을 더욱 확장하였다. 이 시기를 통해 그는 연극 무대에서 다져 온 연기력과 목소리 연기를 유기적으로 결합하여, 방송계에서 존재감을 뚜렷이 드러냈다.

### 배우로서의 기반
커리어는 연극을 통한 출발, 그리고 라디오 성우로서의 확장으로 요약할 수 있다. 이는 훗날 드라마와 영화로 영역을 넓혀 나가는 데 있어 중요한 토대가 되었으며, 그의 연기 인생이 단순한 무대 경험에 국한되지 않고 대중 매체 전반으로 뻗어 나가는 계기가 되었다.
그의 삶에서 이 시기는 단순히 배우로서의 출발선이 아니라, 훗날 "그가 성실하고 따뜻한 감초 연기자"로 불리게 되는 긴 여정의 초석이라 할 수 있다.
1970년대 후반과 1980년대에 접어들며, 이병철은 연극과 라디오 성우를 넘어 드라마와 영화로 활동 무대를 확장하였다.
그는 《서울의 지붕 밑》(1981), 《봉선화》(1984), 《서울 뚝배기》(1991), 《전쟁과 사랑》(1995~1996), 《마음이 고와야지》(1998) 등 다수의 인기 드라마에서 인상적인 조연으로 활약하였다.
화려한 주연 배우라기보다는, 늘 곁에서 극의 균형을 잡아 주는 따뜻하고 인간적인 감초 연기자로 자리매김하였다. 특유의 푸근한 이미지와 진중한 목소리는 시청자들에게 친근감을 주었고, 그를 ‘옆집 아저씨 같은 배우’로 기억하게 만들었다.
영화에서도 꾸준히 활동하였다. 이창동 감독의 《박하사탕》(2000)에서는 형사 반장 역을 맡아 강렬한 인상을 남겼으며, 《교도소 월드컵》(2001), 《아부지》(2009) 등 다양한 작품에 출연하며 영화계에서도 존재감을 드러냈다. 이 시기 그는 방송과 스크린을 넘나드는 성실한 연기자로 인정받았다.

### 말년과 가족
2000년대 중반에 이병철은 배우로서의 활동을 점차 줄여 나갔다. 그 배경에는 개인적인 사정이 있었다. 2005년 무렵, 아내 팽인자가 뇌출혈로 쓰러지자 그는 배우로서의 활동보다 남편으로서의 책임을 우선시했다. 이후 그는 오랜 세월 동안 아내를 헌신적으로 간호하며 가정에 전념하였다.
2010년에는 KBS 2TV 예능 프로그램 《여유만만》에 출연하여, 6년째 병간호 중인 아내와의 일상을 공개하였다. 이는 시청자들에게 큰 감동을 주었고, “가정에 충실한 배우”라는 그의 또 다른 모습을 보여주었다. 2016년에는 EBS 다큐멘터리 《리얼극장-행복》에 아들 이항범과 함께 출연하여, 가족 간의 소원해진 관계를 회복하고자 노력하는 모습을 전하기도 했다.
그의 두 아들은 각각 다른 길을 걸었다. 장남 이항직은 일반인의 삶을 살았고, 차남 이항범은 농구 선수 출신으로 이후 농구 감독으로 활동하였다. 특히 아들 이항범은 부친의 생애와 연기 인생을 존경하며 여러 차례 애틋한 마음을 표현하였다.

### 별세와 유산
2022년 8월 18일 뇌출혈 투병 끝에 향년 73세를 일기로 생을 마감하였다. 같은 해 4월 평생을 함께했던 아내 팽인자가 세상을 떠난 지 불과 넉 달 만이었다.
그의 장례식은 조용하고 소박하게 치러졌으나, 동료 배우들과 대중은 그를 성실하고 따뜻한 배우, 그리고 가정적인 남편으로 기억하며 애도하였다. 아들 이항범은 SNS를 통해 “아들에게 최고의 연예인은 KBS 인기 탤런트 이병철 당신입니다. 존경합니다. 사랑합니다.”라는 글을 남겨 부친에 대한 존경과 사랑을 표현하였다.

## 출연 작품

### 드라마
- 《서울의 지붕 밑》(1981년, KBS1)
- 《풍운》(1982년, KBS1)
- 《산유화》(1983년, KBS2)
- 《봉선화》(1984년, KBS2)
- 《휴전 6.25》(1984년, KBS1)
- 《꽃반지》(1985년, KBS2)
- 《황토》(1985년, KBS1)
- 《길손》(1986년, KBS2)
- 《큰형수》(1987년, KBS2)
- 《찻잔속의 달》(1989년, KBS1)
- 《지워진 여자》(1990년, KBS2)
- 《만석꾼 며느리 뽑기》(1990년, KBS1)
- 《몽기미 풍경》(1990년, KBS1)
- 《불의 나라》(1990년, KBS2)
- 《서울 뚝배기》(1991년, KBS1)
- 《물의 나라》(1991년, KBS2)
- 《형》(1992년, KBS2)
- 《신 손자병법》(1993년, KBS2)
- 《오박사네 사람들》(1993년, SBS)
- 《전쟁과 사랑》(1995년, MBC)
- 《신세대 보고 - 어른들은 몰라요》(1995년~1997년, KBS1)
- 《제4공화국》(1996년, MBC)
- 《마음이 고와야지》(1998년, MBC)
- 《남자 셋 여자 셋》(1998년, MBC)
- 《세 친구》(2000년, MBC)
- 《무적의 낙하산 요원》(2006년, SBS) - 최대치 역
- 《별이 되어 빛나리》(2015년, KBS1)

### 영화
- 《블루하트》(1987년)
- 《미지왕》(1996년)
- 《박하사탕》(2000년) - 반장 역
- 《교도소 월드컵》(2001년) - 김 과장 역
- 《아부지》(2009년) - 교장선생님 역

## 주요 경력
- 1967년 연극배우 활동.
- 1972년 CBS 기독교방송 라디오 특채 1기 성우
- 1978년 DBS 동아방송 라디오 공채 9기 성우

## 가족 관계
- 배우자: 팽인자 (1953년 ~ 2022년 4월 11일)
  - 장남: 이항직 (1977년~)
  - 차남: 이항범 (1980년 9월 6일~)